# Monte Pisano
Il Monte Pisano, noto anche con la forma plurale Monti Pisani (da non confondere con la denominazione similare delle Colline pisane), è un sistema montuoso di modeste dimensioni facente parte del Subappennino Toscano, situato nella parte centro-nord della Toscana, e separa Pisa e Lucca.
Il nome corretto è al singolare, ma la forma plurale è più diffusa, e in questa molti comprendono anche i Monti d'Oltreserchio. In realtà i monti sono tutti di altezza inferiore ai 1000 m, ed alcuni poco più che colline. La catena del Monte Pisano forma un prolungamento delle Alpi Apuane tra il Serchio e l'Arno. La vetta più alta è il Monte Serra (917 m), che ospita sulla sommità dei ripetitori radio-televisivi. Si estendono principalmente da nord-ovest verso sud-est, in forma ovale.

## Territorio
Il territorio dei Monti pisani comprende i comuni di Capannori, Lucca, Buti, Calci, San Giuliano Terme, Vicopisano e Vecchiano.
In questo territorio sono presenti numerosi insediamenti medioevali e resti di fortificazioni. Nel versante settentrionale i principali centri di interesse sono costituiti dagli antichi borghi del Compitese, il paese di Vorno, le ville di Coselli, le località di Vicopelago e Gattaiola, il borgo fortificato di Nozzano, nonché l'affascinante Acquedotto Nottolini. Luoghi suggestivi per quanto riguarda il versante meridionale sono il borgo di Vicopisano, la Rocca della Verruca, la Certosa di Pisa nota anche come Certosa di Calci, il borgo di Ripafratta con la sua Rocca medievale, l'abbazia di S. Maria di Mirteto ad Asciano, il santuario di Santa Maria in Castello a Vecchiano, l'acquedotto mediceo da Asciano a Pisa, i resti dell'Acquedotto romano di Caldaccoli, il Borgo di Corliano.
Questa catena montuosa segna il confine Piana di Lucca e Piana di Pisa, nonché il varco oltre il quale inizia la catena delle Alpi Apuane e il Sasso della Dolorosa.

### Attività estrattive

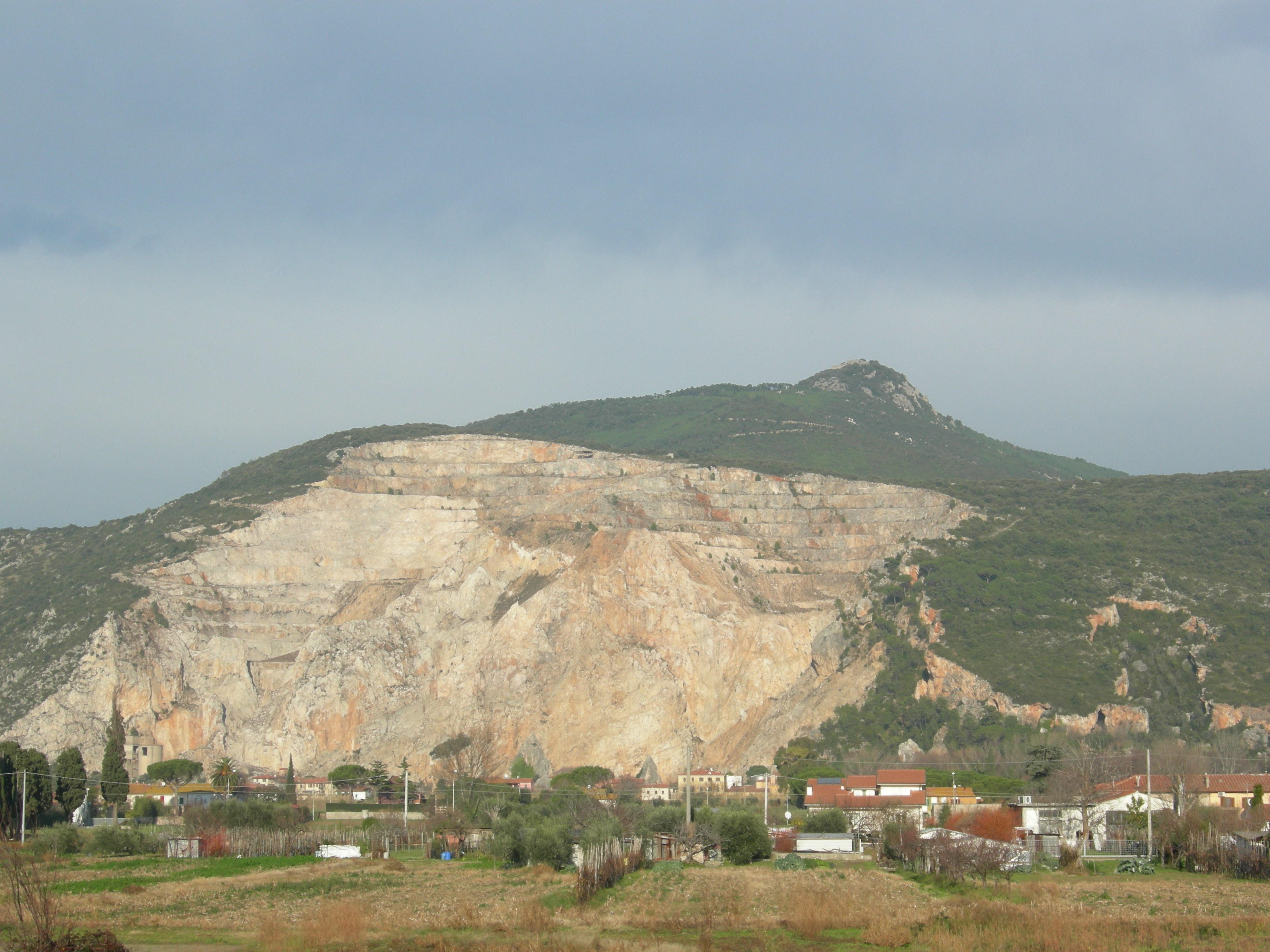
Cava di Uliveto

I Monti Pisani sono stati sfruttati per l'estrazione di pietra sin da tempi antichi (una buona parte delle pietre usate per il Duomo di Pisa è stata estratta a San Giuliano Terme), ma molto più intensamente in tempi moderni; le cave hanno infatti pesantemente modificato l'aspetto dei monti per chi li osserva da sud. Le cave più grandi che insistono nella catena sono quella di San Giuliano Terme (la più antica), del Monte Castellare, di Agnano, di Caprona, di Uliveto (per cui era stato costruito un raccordo della tranvia Pisa-Pontedera/Calci) e dei Monti d'Oltreserchio.

## Geografia fisica

### Idrografia
I corsi d'acqua del Monte Pisano sono generalmente corti e con una portata minima. La causa è derivata dalla minuta estensione del massiccio, circondato da entrambe le parti dalle valli dell'Arno e del Serchio, che in quel punto non superano i 10 metri d'altezza. Per la maggior parte vengono quindi racchiusi in canali.

#### Corsi d'acqua maggiori per lunghezza
I canali che ricevono acqua dal Monte pisano sono, per importanza:
Bacino del Serchio
- Canale Ozzeri
  - Rio Guappero, 10 km, con il suo affluente, Rio di Vorno, 10 km;
  - Fosso della Mandria, 4 km.
- Fosso del Mulino, 13 km
  - Fosso Fioccorso, 3 km

Bacino dell'Arno
- Fosso del monte
  - Fosso a monte, 3 km;
  - Rio Foce Pennecchio, 4 km;
- Fosso della Serezza (affluente del Canale emissario)
  - Rio Grande, 4 km;
  - Rio Grifone, 3 km;
  - Rio Magno, 10 km.

L'unico torrente che non si immette in un canale, ma direttamente nell'Arno, è il Fosso di Calci (11 km) con il suo affluente torrente Zambra di Montemagno (8 km).

### Geologia
Sui Monti Pisani affiorano alcune tra le formazioni geologiche più antiche della Toscana, appartenenti ad un allineamento geologico noto come “Dorsale medio Toscana” (assieme alle Alpi Apuane, la Montagnola Senese ed i Monti di Monticiano-Roccastrada), costituente la parte più profonda dell'edificio strutturale dell'Appennino Settentrionale (formatosi durante l'Orogenesi Alpina), in cui è osservabile il basamento delle Toscanidi metamorfiche, costituito da relitti dell'antica catena ercinica europea.

#### Litologie affioranti
I litotipi affioranti in questa zona appartengono alle successioni stratigrafiche delle unità metamorfiche di Monte Serra e di S.Maria del Giudice (Unità Toscane Metamorfiche). Le formazioni appartenenti alla Falda Toscana affiorano estesamente sui Monti d'Oltreserchio e localmente sui Monti Pisani come klippen di estensione limitata. È infine osservabile la presenza della formazione del Macigno sulle colline nei pressi di S.Ginese di Compito.
La successione toscana metamorfica è rappresentata da depositi silicoclastici di età dal Paleozoico al Carnico, e da depositi carbonatici di età Trias-Cenozoico, sviluppati principalmente nell'Unità di S.Maria del Giudice. Nell'unità di M.Serra le successioni post-carniche sono limitate a piccoli affioramenti di calcari selciferi e diaspri.

##### Filladi e quarziti listate di Buti
Presente esclusivamente all'interno dell'Unità di M.Serra, è l'unica formazione paleozoica appartenente al Basamento Ercinico, caratterizzata dalla presenza di almeno un sistema di foliazione chiaramente imputabile a fasi deformative pre-alpine.
Affiora esclusivamente all'interno di nuclei di anticlinali (Buti, M.Verruca, Montemagno, M.Cascetto, Castelmaggiore, M.della Conserva, M.del Carrara)
Si presentano come un complesso scistoso a grana variabile di colore grigio verdastro, fino a grigio-bianco nelle porzioni più quarzitiche, con aspetto listato. Nel complesso si tratta di una formazione fortemente tettonizzata, che presenta relitti della precedente scistosità di origine ercinica, trasposti dalla principale scistosità di prima fase alpina.

##### Scisti di S.Lorenzo
È una formazione presente solo nell'Unità di S.Maria del Giudice, affiorante in modo esteso sui versanti a E della Valle del Rio Guappero, tra S.Maria del Giudice e S.Lorenzo a Vaccoli. Si tratta di depositi terrigeni di ambiente continentale a grana variabile, con prevalenza di metapeliti ricche di sostanza organica, di colore scuro, e meno frequentemente metarenarie e metaconglomerati. Sono frequenti all'interno di questi livelli scistosi resti fossili di vegetali età compresa tra Carbonifero superiore e Permiano inferiore. Questo litotipo è frequentemente alterato in patine e macchie ocracee, derivate dall'alterazione in pirite.

##### Formazione delle Brecce e Conglomerati di Asciano
Si osservano estesi affioramenti di questa formazione sui rilievi a ovest di Vorno, appartenenti alle successioni sedimentarie dell'Unità di S.Maria del Giudice. Si presentano come depositi terrigeni in prevalenza filladici di colore violaceo, con clasti in quantità variabile, di forma subangolosa.

##### Formazione della Verruca

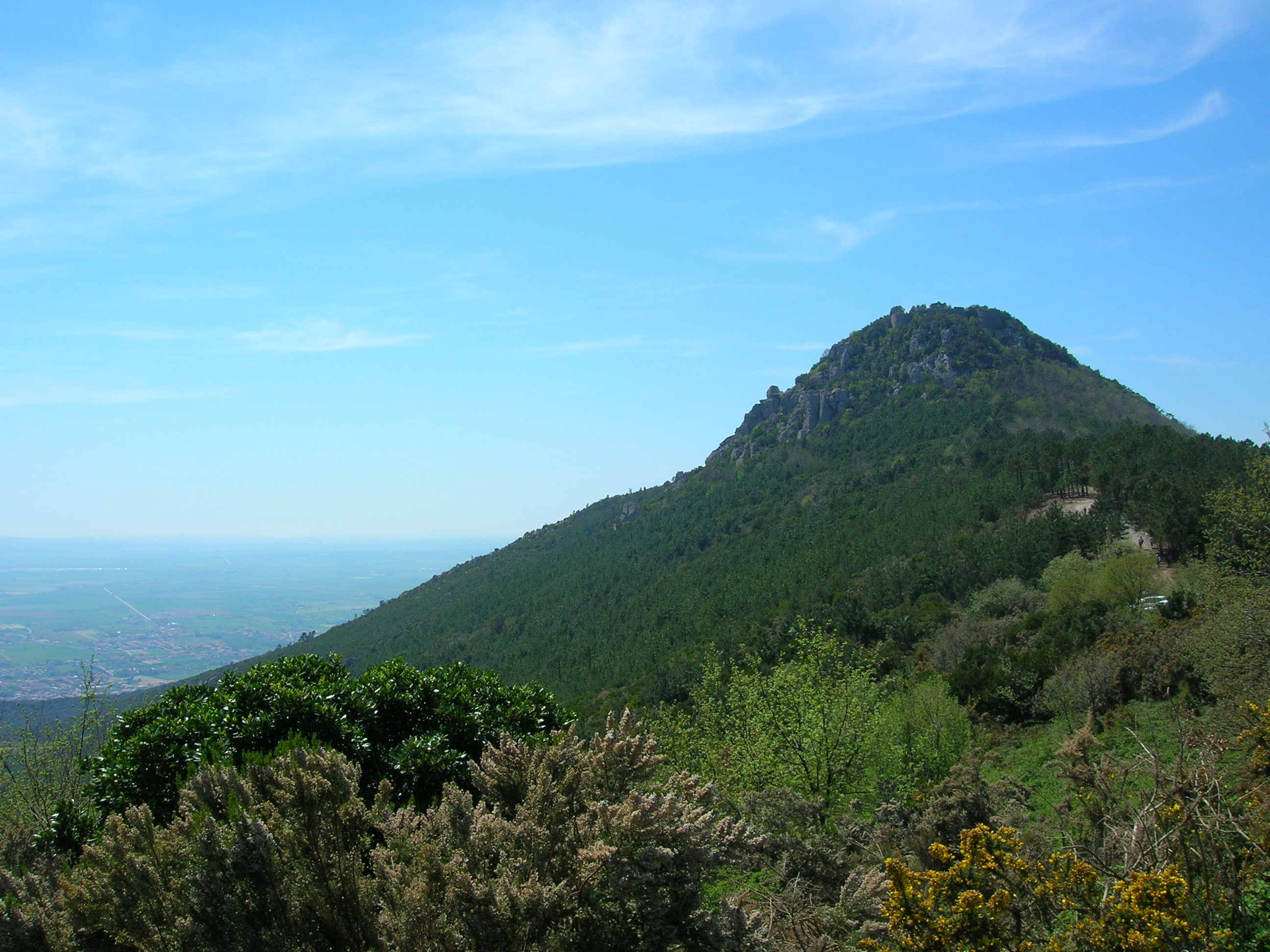
Rocca della Verruca

Questa formazione di depositi terrigeni di ambiente continentale di età Anisico-Ladinico, è classicamente suddivisa in tre membri:
- Membro delle Anageniti Grossolane: affiora generalmente al nucleo di anticlinali. Si tratta di conglomerati di origine fluviale contenenti clasti arrotondati in prevalenza quarzosi, spesso di colore rosato.
- Membro degli Scisti violetti: in netto contatto stratigrafico con il precedente membro, affiora estesamente. Appare costituito quasi esclusivamente da filladi e filladi quarzitiche a grana fine, di colore violetto, talvolta con plaghette cloritiche che si presentano macroscopicamente come macchie verdastre. La stratificazione è difficilmente distinguibile.
- Membro delle Anageniti minute: il passaggio graduale dal precedente membro rende difficile stabilire il limite con gli scisti violetti. Si tratta di alternanze, in proporzioni variabili di metarenarie e quarziti biancastre, con filladi violette del tutto identiche a quelle precedentemente descritte. I litotipi più grossolani sono frequentemente foliati, ma sono talvolta osservabili anche strutture sedimentarie come stratificazioni incrociate e superfici di canalizzazione.

##### Formazione delle Quarziti di Monte Serra
È classicamente suddivisa in quattro membri:
- Membro degli Scisti Verdi: è senza dubbio il livello più facilmente riconoscibile, costituito da alternanze di filladi di colore verdastro e arenarie quarzoso-micacee di colore biancastro. Più raramente la formazione appare di colore rossastro. La stratificazione è generalmente ben evidente, con frequente sviluppo di strutture sedimentarie tipo ripple marks, e occasionalmente presenza di fossili di lamellibranchi marini e di tracce di origine animale. A livello microscopico si presentano come filladi ricche di sericite e clorite, con quarzo e albite nei livelli grossolani; sono presenti come accessori spesso tormalina, ossidi, carbonati e pirite.
- Membro delle Quarziti Verdi: è anch'esso un livello ben riconoscibile, benché presenti uno sviluppo discontinuo, con spessore variabile, fino a risultare assente in alcune zone. Si tratta di rocce quarzitiche di colore da grigio verdastro a grigio violaceo, caratterizzate in genere da un'evidente stratificazione incrociata di tipo cuneiforme, e dalla caratteristica fratturazione a blocchi angolosi. Raramente all'interno di questo membro sono osservabili livelli conglomeratici. A livello microscopico queste rocce a composizione quasi esclusivamente quarzosa, presentano una tessitura granoblastica con relativa scarsità di fillosilicati che rende difficile il riconoscimento a livello microscopico delle foliazioni metamorfiche.
- Membro delle Quarziti Bianco-Rosa: è senza dubbio il membro più potente di questa formazione, affiorante in maniera estesa nell'intera sezione. È inoltre il membro dalle caratteristiche più eterogenee, presentandosi come una serie di quarziti biancastre ben stratificate in banchi centimetrici-decimetrici, o come metarenarie analoghe a quelle delle anageniti minute, fino a veri e propri livelli conglomeratici (M.Aspro, M.Pianello, presso S.Andrea di Compito). Nella parte superiore presenta sottili intercalazioni filladiche violacee che indicano il graduale passaggio al membro successivo.
- Membro delle Quarziti Viola Zonate: si tratta di un livello poco sviluppato, presente al nucleo di alcune sinclinali (M.Trabardatica, M.Zano, Campo di Croce) e alla sommità dell'Unità di Monte Serra, in corrispondenza del contatto tettonico con l'Unità di S. Maria del Giudice. Si presentano come sottili alternanze di quarziti di colore violaceo a grana molto fine e livelletti micacei. Presentano spesso impronte da corrente (ripple marks) e impronte animali di tetrapodi.

##### Grezzoni
Il contatto con le precedenti successioni silicoclastiche è raramente osservabile come passaggio stratigrafico, tranne in pochi affioramenti nella parte SE dei Monti Pisani (Colle della Panieretta- San Giovanni alla Vena).
Si tratta di dolomie e dolomie ricristallizzate grigio-scure con limitate ricristallizzazioni metamorfiche. La parte inferiore è generalmente costituita da brecce a elementi dolomitici, la parte intermedia da dolomie grigio chiare e grigio-scure stratificate, la parte alta da dolomie con patina di alterazione giallastra con tracce di filladi lungo i giunti di strato. L'età è datata indirettamente, a causa dell'assenza di fossili significativi al Norico fino alla base del Retico (sono osservabili dei livelli “a lumachelle” di questa età nelle cave di S. Giovanni alla Vena).

##### Calcari ceroidi
Affioranti in modo limitato all'interno dell'unità di Monte Serra, lungo una fascia a S. dei Monti Pisani tra Asciano e San Giovanni alla Vena, e in modo esteso nell'Unità di S. Maria del Giudice tra S.Giuliano e lungo tutto il versante E del M. Moriglion di Penna.
Si tratta di marmi bianchi, grigi e color avorio, con sottili livelli di marmi a muscovite e, più raramente di calcescisti grigio-verdastri; localmente livelli di filladi carbonatiche, dolomie e marmi dolomitici. Sono presenti inoltre brecce monogeniche metamorfiche a elementi da centimetrici a metrici. La formazione è ben datata al Lias inferiore tra Hettangiano e Pliensbachiano inferiore (Carixiano) a causa della presenza di una ricca fauna di piattaforma comprendente Antozoi, Crinoidi, Echinidi, Anellidi Lamellibranchi, Gasteropodi e Cefalopodi.

##### Calcari Selciferi
Tale formazione affiora in modo limitato all'interno dell'Unità di Monte Serra all'interno di una stretta sinforme a N di Uliveto Terme in loc. La Focetta in cui la formazione appare poco potente e in parte eteropica con la formazione delle Marne a Posidonomya. Affiora invece estesamente nell'Unità di S.Maria del Giudice tra S.Giuliano e il M.Moriglion di Penna dove appare nella facies tipica costituita da metacalcilutiti grigio scure, con liste e noduli di selce e livelli di metacalcareniti, in strati di potenza variabile, spesso alternati con livelli più sottili di calcescisti e filladi carbonatiche grigio scure con tracce di pirite e ammoniti piritizzate. L'età della formazione è Lias inferiore-medio.

##### Calcescisti
La presenza di questa formazione è limitata alla sola Unità di S.Maria del Giudice. È rappresentata da calcescisti grigio-verdastri, a patina di alterazione marrone chiaro, con sottili intercalazioni di filladi carbonatiche. L'età di questa formazione, correlabile con le Marne a Posidonomya, è datata al Lias-Dogger a causa del ritrovamento di microfacies tipiche del Dogger (Giannini & Nardi, 1967).

##### Calcari selciferi a entrochi
La presenza di questa formazione è limitata alla sola Unità di S.Maria del Giudice. Si tratta di metacalcilutiti grigio chiare e color avorio, con liste e noduli di selci. Sono caratterizzati dalla presenza di cristalli di calcite scuri, dericati da articoli di crinoidi che ne conferiscono il caratteristico aspetto “picchiettato” (Giannini & Nardi, 1967). Localmente a tetto della formazione, lenti di calciruditi derivate da originarie brecce poligeniche a elementi di calcilutiti, dolomie e radiolatiti. L'età di questa formazione, eteropica con quella successiva dei diaspri, è datata al Titoniano sup.-cretacico inf.

##### Diaspri
All'interno dell'Unità di M.Serra questa formazione “Radiolariti varicolori e marne silicee color tabacco” è affiorante solo lungo strette sinformi a N di Uliveto Terme. La formazione affiora invece nell'Unità di S.Maria del Giudice nella classica facies rappresentata da metaradiolariti rosse, violacee, verdastre e più raramente grigie, sottilmente stratificate, con interstrati di filladi quarzitiche. A livello microscopico si presentano come quarziti caratterizzate dalla presenza di fossili ricristallizzati di radiolari. L'età di questa formazione in parte eteropica con la precedente è il Malm.

##### Cipollini
Questa formazione è presente esclusivamente all'interno dell'Unità di S.Maria del Giudice, in cui costituisce una sottile fascia di poche decine di metri costituita da calcescisti verdastri e rosso-violacei con marmi a clorite e livelli di metacalcareniti grigie a macroforaminiferi che indicano un'età Eocene-Oligocene.	

##### Scisti sericitici
Presente esclusivamente all'interno dell'Unità di S.Maria del Giudice, affiora estesamente lungo i versanti occidentali dei Monti Pisani. Si tratta di un litotipo ben riconoscibile, costituito da filladi muscovitiche verdastre, meno frequentemente rosso violacee o grigie, con rari e sottili livelli di filladi carbonatiche, marmi a clorite e metaradiolariti rosse. A livello microscopico si presentano come tipiche filladi a tessitura lepidoblastica con quarzo, mica bianca e clorite. L'età della formazione, caratterizzata dalla presenza di microforaminiferi planctonici, è attribuita al Cretacico inf-Paleogene.

##### Pseudomacigno
Presente esclusivamente all'interno dell'Unità di S.Maria del Giudice, affiora limitatamente in una fascia che si estende in modo discontinuo tra Rigoli e Molina di Quosa. Si tratta di metarenarie quarzoso-feldspatico-micacee alternate a filladi più o meno quarzitiche grigio-scure. L'età è attribuita a Oligocene sup- Miocene inf.
Le successioni della Falda Toscana affiorano principalmente sui monti d'OltreSerchio, nella zona di S.Ginese di Compito e in alcune klippen sui versanti occidentali (Calcare cavernoso) e meridionali (Calcari del Retico e Calcare Massiccio a Caprona e S.Giovanni alla Vena):
- Calcare cavernoso: La formazione alla base della Falda Toscana affiora principalmente sui versanti occidentali dei Monti Pisani e all'interno di klippen di dimensioni limitate. Si tratta di calcari dolomitici e dolomie grigie brecciati con struttura a “cellette e dolomie cariate L'età è attribuita al Trias superiore.
- Calcari neri e marne a Rhetavicula contorta: Si tratta di una formazione costituita prevalentemente da calcari e calcari marnosi, di colore da grigio scuro a nero, con sfumature di alterazione giallastre.

La formazione è ben stratificata, con strati da centimetrici a decimetrici. Retico.
- Calcare Massiccio: Si tratta di calcari di piattaforma, bianchi e grigio chiari, fino a leggermente rosati nella parte superiore della formazione. Si distinguono per la sostanziale assenza di stratificazione, mentre sono normalmente interessati da sistemi di fratture e joints, generalmente alterati da fenomeni carsici, che danno origine a piccole doline e terre rosse residuali. La ricca microfauna ha permesso una datazione molto precisa all'Hettangiano-Sinemuriano.

#### Depositi recenti
Una formazione di età recente tipica dei Monti Pisani è costituita dalle cosiddette “sassaie”, sviluppate in genere per degradazione dei litotipi quarzitici. Si tratta di colate di detrito mobile caratterizzate da depositi privi di matrice, costituiti da blocchi di forma angolosa, interpretati come prodotti di degradazione per crioclastismo durante le glaciazioni pleistoceniche.

#### Tettonica
L'edificio strutturale dei Monti Pisani è rappresentato dal sovrascorrimento dell'Unità di S.Maria del Giudice sull'Unità di M.Serra, osservabile tra Vorno e Asciano. La faglia è caratterizzato da un'orientazione NNE-SSW, ed è legato alla formazione di sovrascorrimenti minori e intensa tettonizzazione in un'area denominata “Zona a Scaglie del Faeta”.
Le due unità metamorfiche di basso grado, correlate con l'Unità di Massa, sono a loro volta sovrascorse dalla Falda Toscana: Il contatto tettonico è osservabile lungo i versanti occidentali dei Monti Pisani Rigoli - Molina di Quosa) e in numerose klippen (La Croce, Caprona, San Giovanni alla Vena, ecc) il contatto tettonico tra le due unità nei pressi di S.Ginese di Compito, non è invece osservabile essendo coperto dai depositi alluvionali della pianura lucchese. Sono osservabili due principali fasi deformative.

##### Prima fase deformativa
Osservabile a scala cartografica, è diversamente sviluppata sui Monti Pisani presentando sistemi con strutture a prevalente sviluppo NW-SE nella parte orientale, nell'Unità di Monte Serra, e sistemi con sviluppo NNE-SSW nella parte ovest, in corrispondenza del contatto tettonico tra le due unità metamorfiche dei Monti Pisani. A quest'ultimo sono legate le strutture principali osservabili a ovest della Valle del Guappero (es. M.Moriglion di Penna).
Il primo sistema è caratterizzato da pieghe a scala cartografica con piani assiali fortemente inclinati e vergenza variabile, da SW (Zone di Santallago e M.Cascetto) a NE (M.Trabardatica-Cima Sassabodda, M.Verruca.). Le strutture con andamento NNE-SSW sembrano legate all'intensa tettonizzazione responsabile del sovrascorrimento dell'Unità di S. Maria del Giudice, e dei thrust minori ad essa correlati (M.Comunale, Prato a Sillori), e sono caratterizzate da pieghe chiuse a scala cartografica con vergenze verso E, e piani assiali con inclinazioni da moderate a forti.
Le pieghe F1 che costituiscono la principale caratteristica strutturale a scala cartografica, sono invece molto rare alla mesoscala nell'Unità di M.Serra: fanno eccezione evidenti pieghe chiuse di prima fase nelle filladi di Buti. In sezione sottile sono in alcuni casi osservabili pieghe isoclinali di prima fase. Sono invece relativamente più frequenti le pieghe F1 con andamento NNE-SSW all'interno dell'Unità di S.Maria del Giudice.
A questa fase è legato lo sviluppo di una foliazione S1 penetrativa, da continua nei litotipi pelitici a spaziata disgiuntiva in quelli più grossolani; in cui si manifesta generalmente come un clivaggio marcato da superfici di pressure-solution.

##### Seconda fase deformativa
Le pieghe F2 sono le più frequenti a scala mesoscopica, sviluppate in prevalenza nelle metapeliti. Si presentano come pieghe coricate, o con piani assiali poco inclinati, assi suborizzontali variamente orientati, in genere da aperte a blande e con geometria di tipo parallelo (classe 1B-Ramsay 1967).
Nei livelli più fini si osserva lo sviluppo di foliazioni S2 di crenulazione, che in alcuni casi diventano la discontinuità più penetrativa (specie nelle filladi violette).
Talvolta lo sviluppo di queste pieghe si trova associato a zone di taglio estensionali di dimensioni da decimetriche a metriche.

##### Fasi tardive
Sono osservabili solamente all'interno della formazione degli Scisti Sericitici, nei quali, foliazioni penetrative di seconda fase risultano interessati da deboli piegamenti che producono kinks da centimetrici a decimetrici con orientamenti sia N-S che NW-SE.

##### Tettonica fragile
La presenza di grandi sovrascorrimenti sembra essere legata alla tettonica compressiva legata alla prima fase deformativa. È presente un sistema di sovrascorrimento principale con direzioni NNE-SSW che determina la formazione di superfici con sviluppo ettometrico e chilometrico in corrispondenza del contatto tra le Unità di S.Maria del Giudice e di M.Serra.
Alla fase D1 sembrano indubbiamente legati anche i sistemi di thrusts con sviluppo NW-SE e vergenze alternativamente NE (M.Trabardatica-S.Andrea di Compito) e SW (Passo-Prato Ceragiola, M.Cimone, M.Lombardona) la cui variabilità è imputabile al collasso delle strutture di prima fase conseguente alla fase D2.

##### Deformazioni fragili tardive
Si osservano in tutta l'area faglie dirette o transtensive con sviluppo in prevalenza N-S: i maggiori sistemi sono osservabili nella zona di Santallago e nel versante a nord di M.Cascetto.
In generale le faglie estensionali sembrano riprendere le precedenti strutture compressive: un importante sistema è osservabile a SE della Valle del Guappero, con una principale faglia diretta con rigetto di molte centinaia di metri, lungo la valle stessa (in loc. Montuolo, si trovano a pochi metri di distanza gli Scisti carboniferi di S.Lorenzo e la formazione dei Grezzoni).
Panorama dei Monti Pisani da San Giuliano Terme.

### Carsismo
Un'importante caratteristica della catena del Monte Pisano è la presenza di grotte carsiche e di morfologie tipiche del carsismo. Le grotte presenti lungo la catena sono: Grotta della Spoletta, Grotta del Leone, Buca dei Ladri, Buca di Castelmaggiore Grande, Buca delle Fate di Cima la Sugheretta, Buca delle Fate di San Giuliano Terme, Grotta del Monticello, Strinato, Buca delle Cave di Uliveto Terme.

## Ambiente

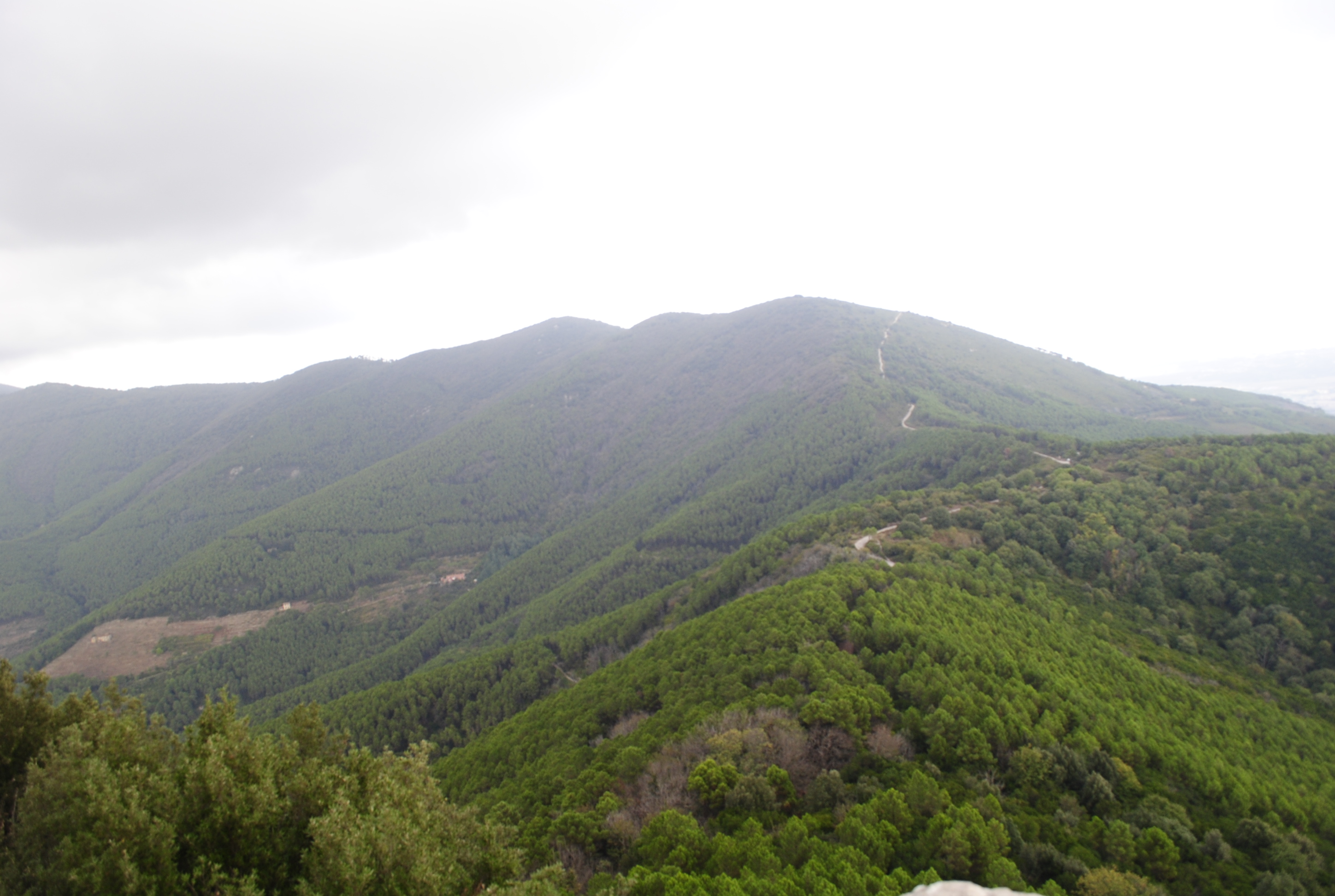
Veduta del Monte Pisano nella zona di Calci

Tutto il monte Pisano è racchiuso nel sito di interesse comunitario omonimo istituito nel 1995.
Nel perimetro della catena, insistono anche diverse aree naturali protette:
- ANPIL Monte Castellare
- ANPIL Valle delle Fonti
- Riserva naturale provinciale Monte Serra di Sotto
- ANPIL Del Lato
- ANPIL Stazione Relitta di Pino Laricio
- ANPIL Bosco di Tanali
- ANPIL Il Bottaccio
- ANPIL Col di Cincia - Val di Noce
- costituenda ANPIL - Vallone di Crespignano

## Prodotti tipici
Un prodotto tipico della zona è l'olio, come è possibile intuire dai numerosi ulivi coltivati lungo i pendii delle colline. Tipiche dei Monti Pisani sono inoltre le castagne, in particolare quelle provenienti dai secolari castagneti di Molina di Quosa, alquanto atipici perché sviluppati a quote pressoché pianeggianti. Fino ad ottobre i monti sono ricchi anche di funghi di varie specie. Particolarmente apprezzato è il porcino dei Monti Pisani.

## Turismo e sport

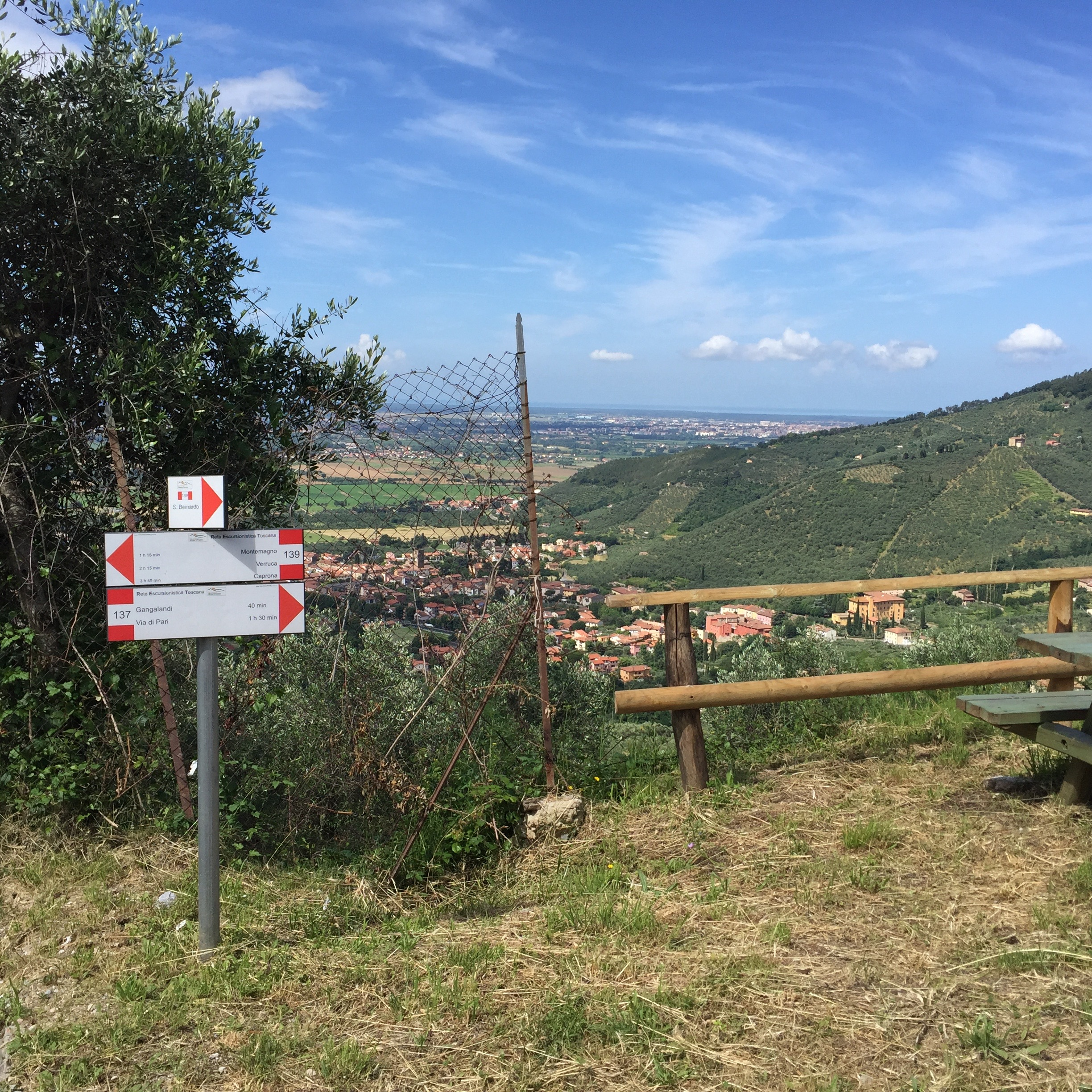
Segnaletica RET nel comune di Calci.

### Escursionismo
I Monti Pisani, sia per l'esigua altezza, che per i numerosi insediamenti storici presenti, è visitato ogni anno da molti escursionisti, la maggior parte dei quali provenienti dalle zone limitrofe. Inoltre, una fitta rete di strade bianche, sentieri e mulattiere rende i Monti Pisani una meta privilegiata per gli appassionati di mountain bike. La presenza della sezione di Pisa del CAI ha favorito sia la ricostruzione, catalogazione che nuove realizzazioni di numerosi sentieri che fanno parte della Rete Escursionistica della Toscana, alcuni dei quali con origini storiche come quello che transita per il Passo di Dante (nome moderno di quello che i lucchesi chiamavano Callare di Santa Maria), un tempo collegamento tra la Repubblica di Pisa e quella di Lucca.

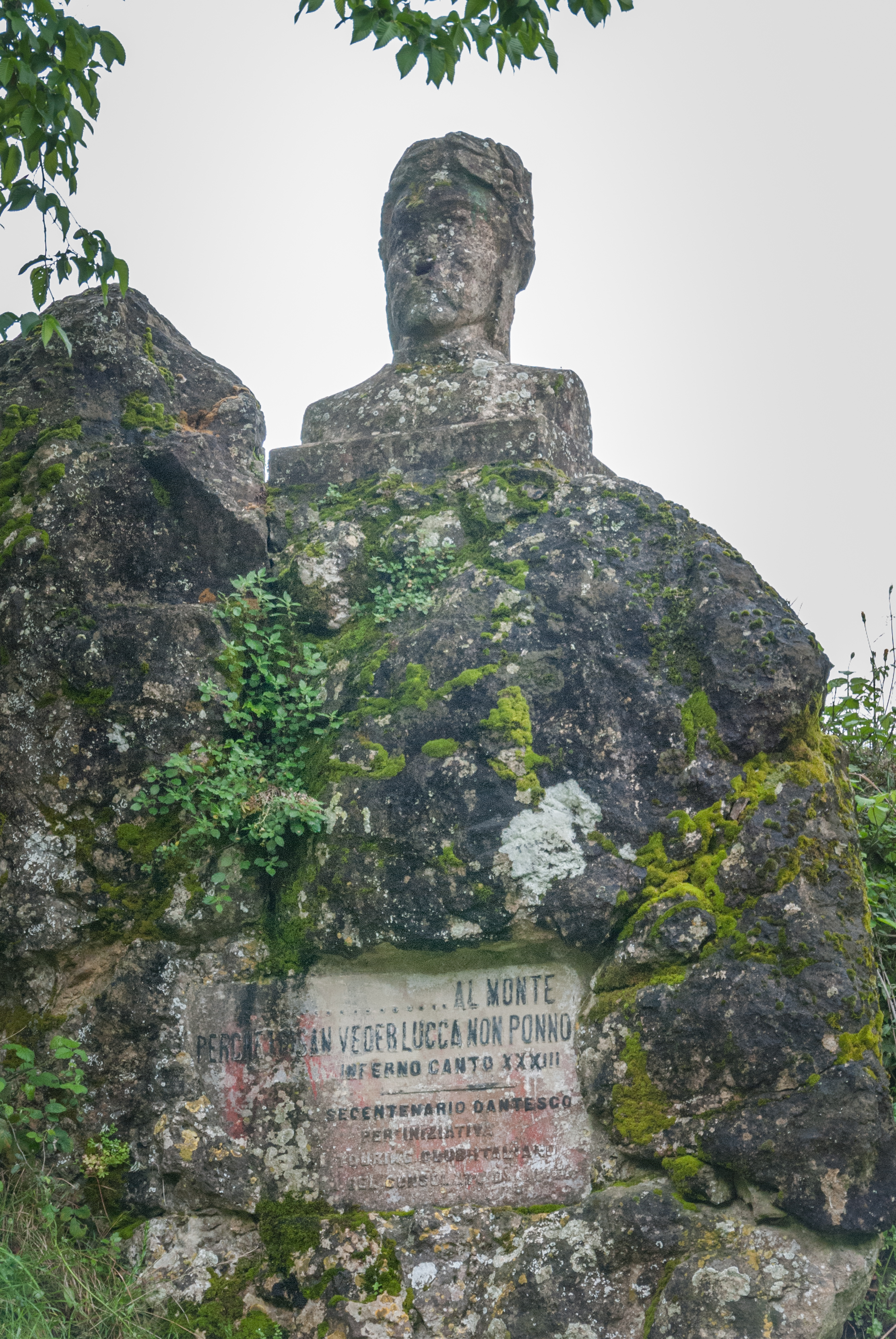
Busto di Dante Alighieri con targa richiamante il canto XXXIII dell'Inferno sul Passo di Dante

Il sentiero più lungo è lo 00 che, con un percorso di 40 km, passa lungo la cresta tutto il Monte Pisano, da nord-ovest a sud-est.

### Arrampicata
Sulle pendici del Monte Pisano sorgono alcune pareti attrezzate per la pratica dell'arrampicata sportiva, sopra Buti nei settori del Monte serra e a Vecchiano nella storica Falesia di Avane dove alcune vie sono state chiodate da personaggi di fama internazionale come Maurizio Zanolla (Manolo).

### Altri
Vengono praticati anche il volo libero e la caccia al cinghiale.

## Incendi

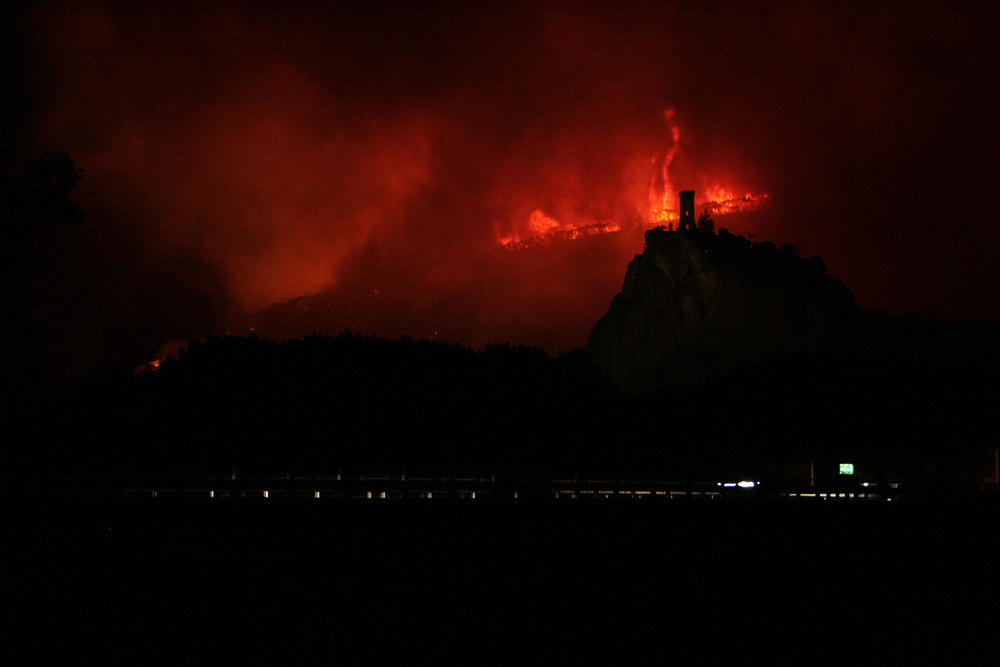
Incendio del 2009 visto da Cascina

Il monte Pisano subisce spesso incendi estivi che causano la distruzione di diversi ettari di bosco, sia a causa della diffusa antropizzazione, sia di origine dolosa.
Tra gli ultimi incendi, particolarmente distruttivi:
- Tra l'8 e il 9 settembre 2009, un incendio distrugge 120 ettari di bosco intorno alla Rocca della Verruca;[6]
- Tra lunedì 24 e giovedì 27 settembre 2018, un grosso incendio, di origine probabilmente dolosa, ha lambito il crinale del monte Serra nei pressi di Montemagno distruggendo 1400 ettari di bosco e danneggiando alcune case isolate sul crinale del monte.[7][8]
- 1 ottobre 2018, un incendio probabilmente causato da un fulmine manda in fumo circa 24 ettari di bosco sulla base del versante lucchese. L'area colpita è quella sovrastante la scuola media Don Aldo Mei, nel Compitese.[9][10]
- Tra il 25 e il 26 febbraio 2019, un incendio colposo sviluppatosi nella zona di Vicopisano ha distrutto 230 ettari di bosco.[11]

## Galleria d'immagini

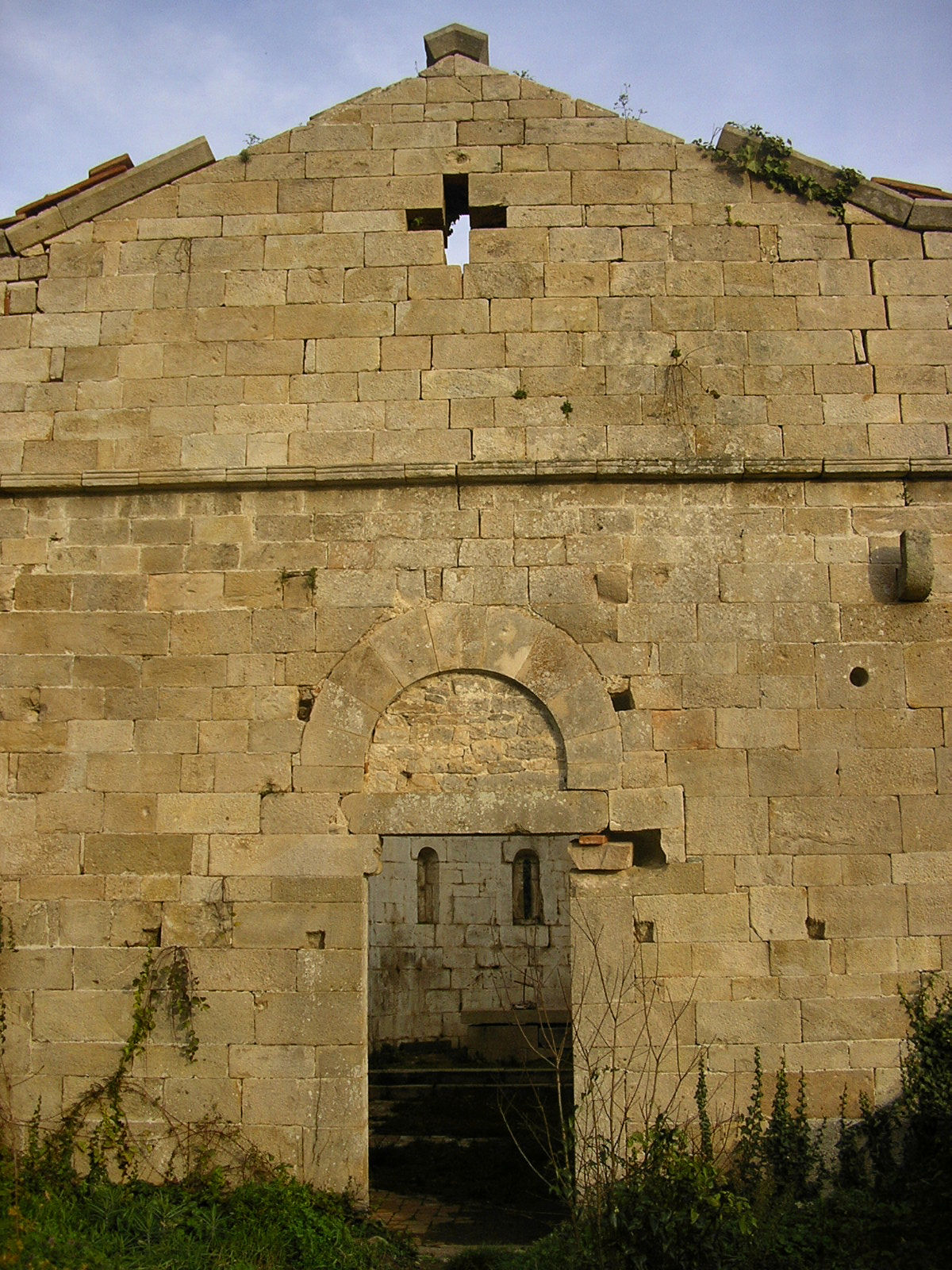
Chiesa di Mirteto
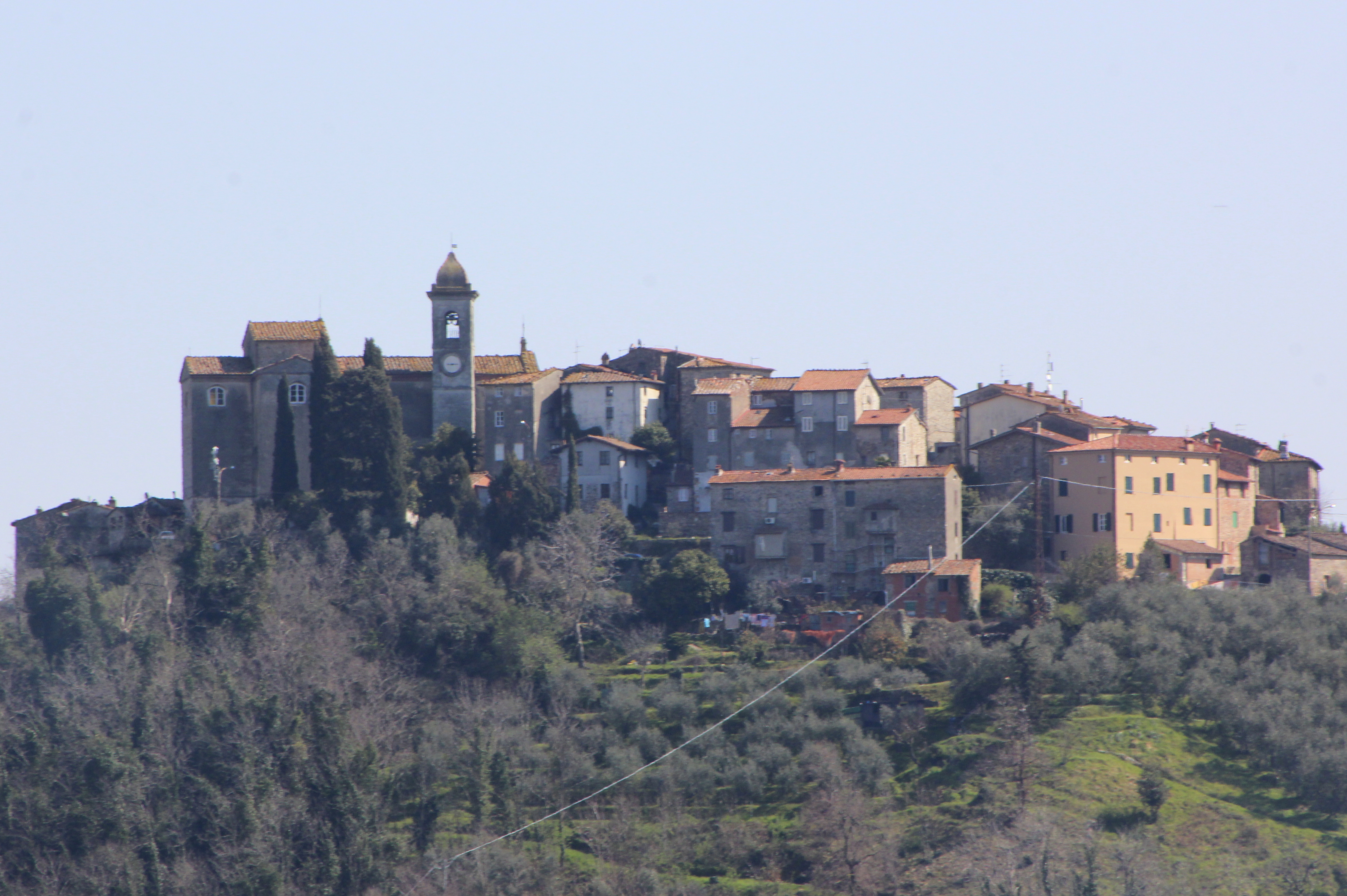
Castelvecchio Alto
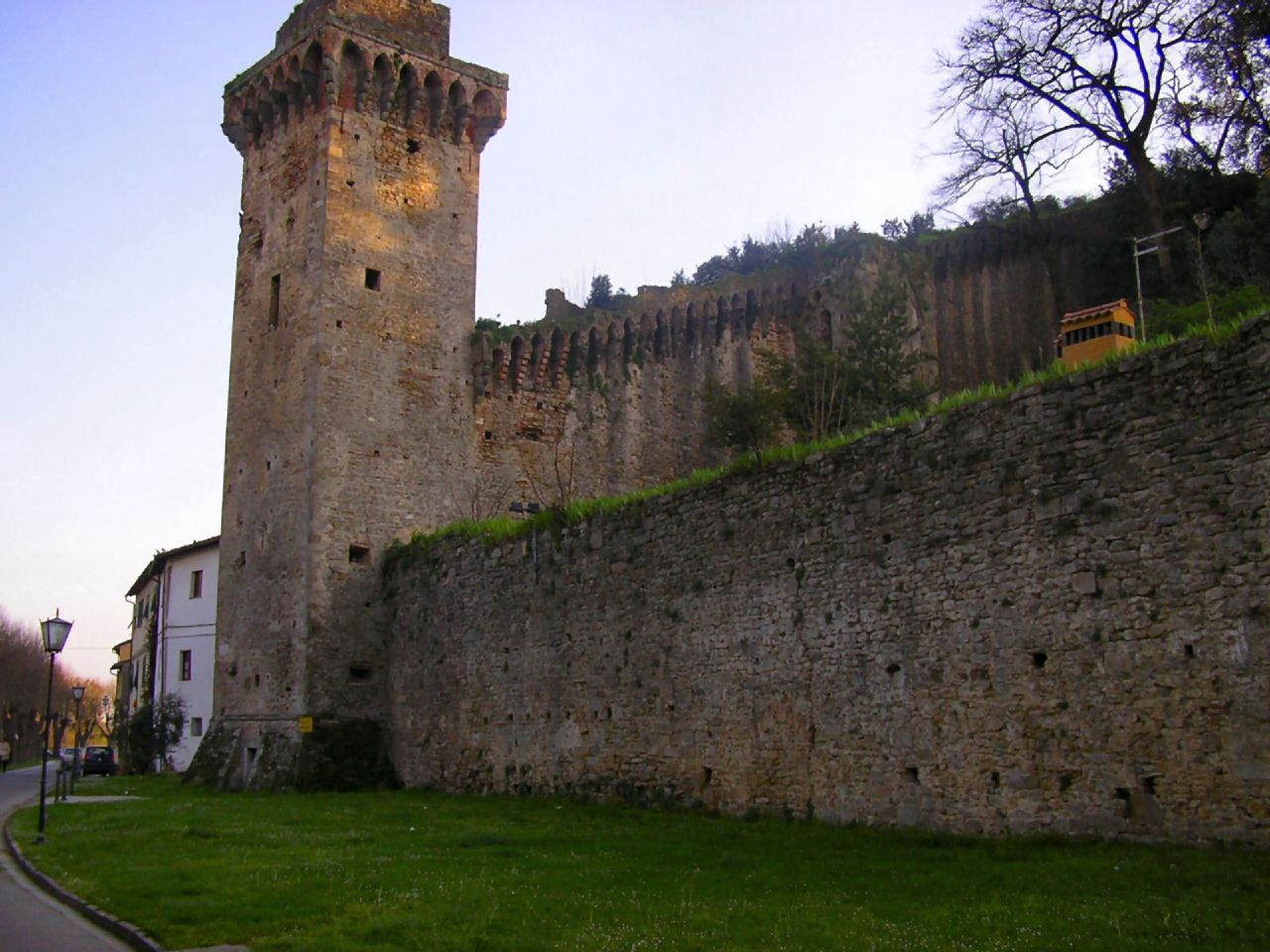
Vicopisano
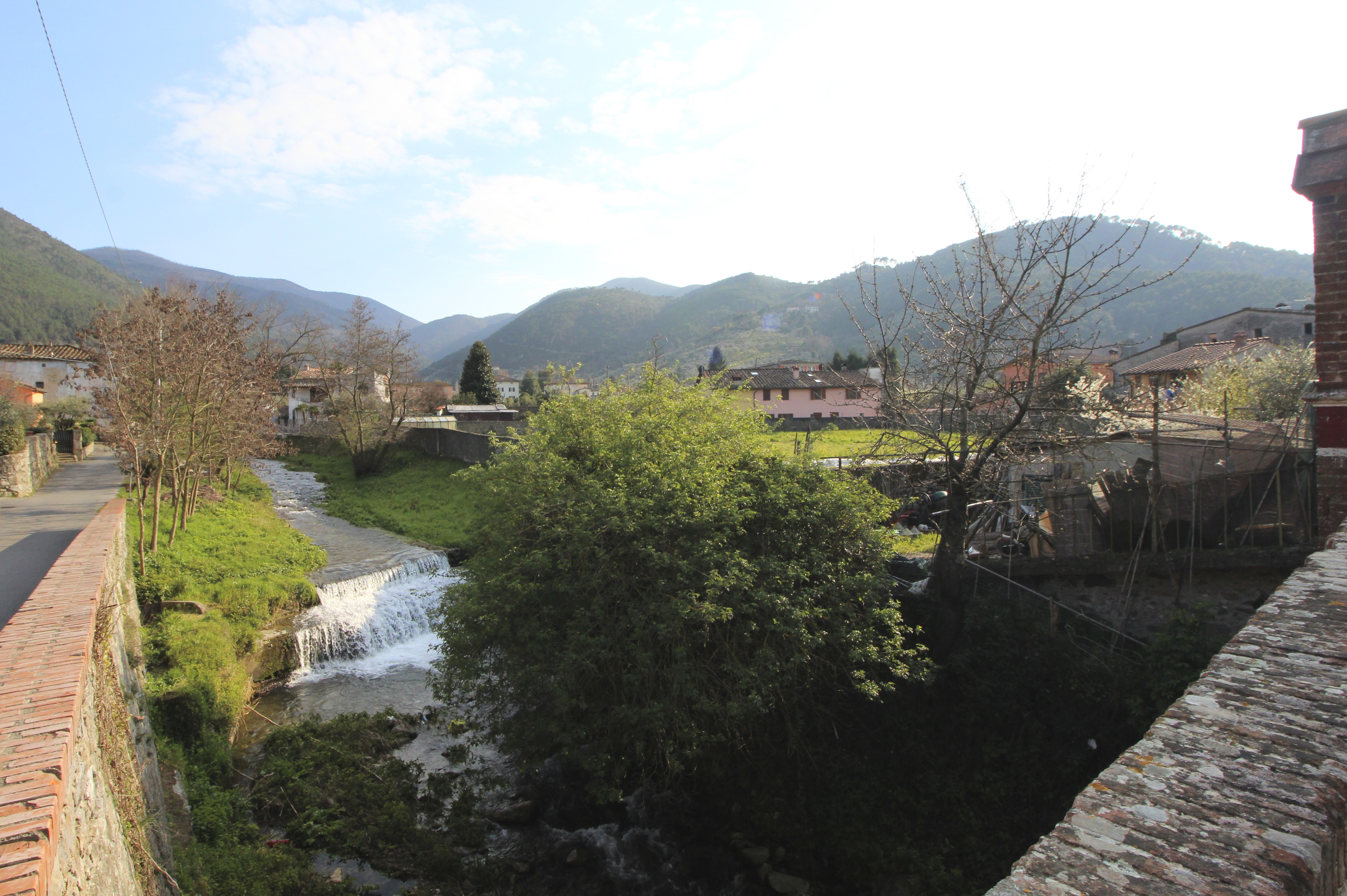
Monti Pisani da Vorno
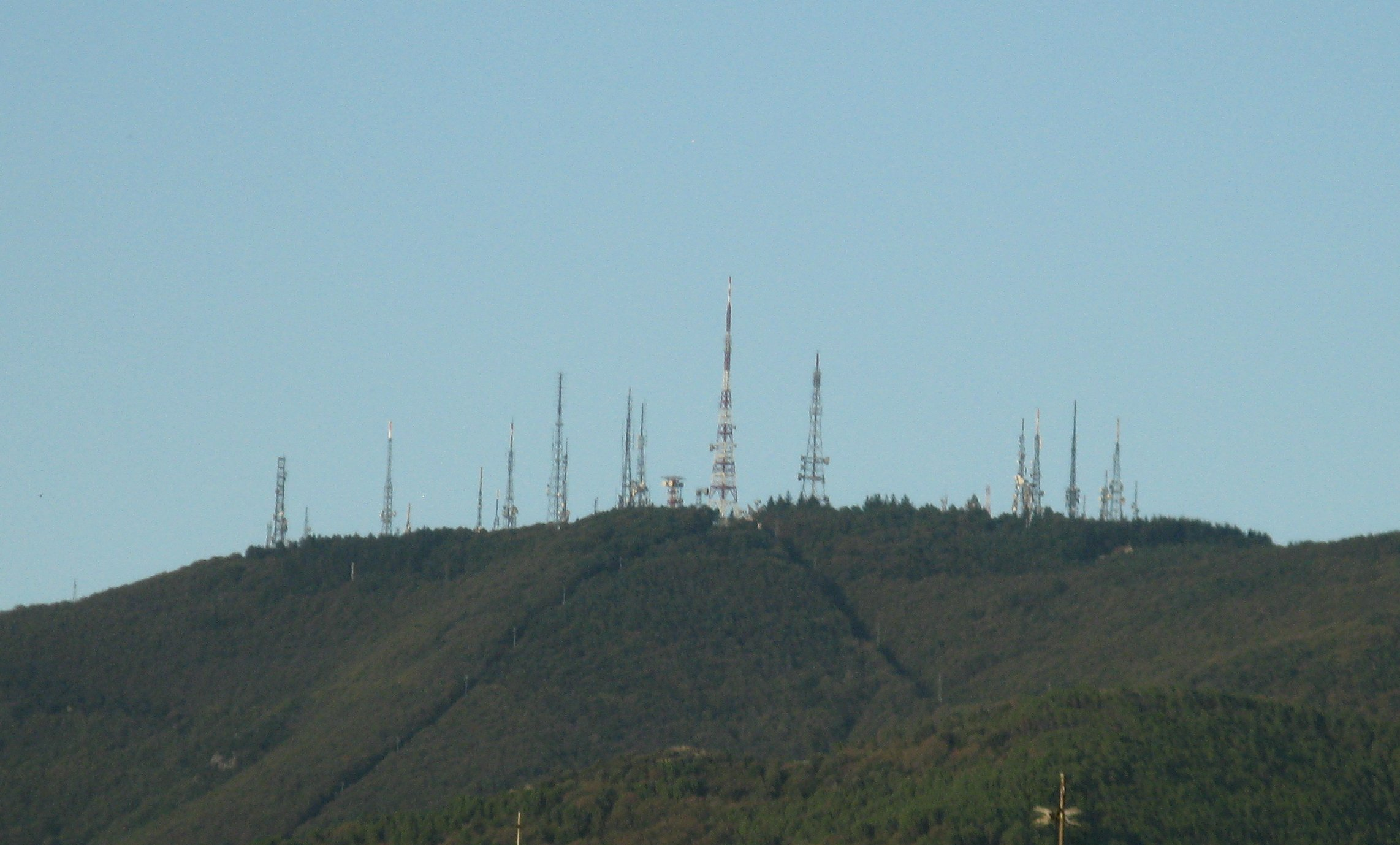
Le antenne del Monte Serra
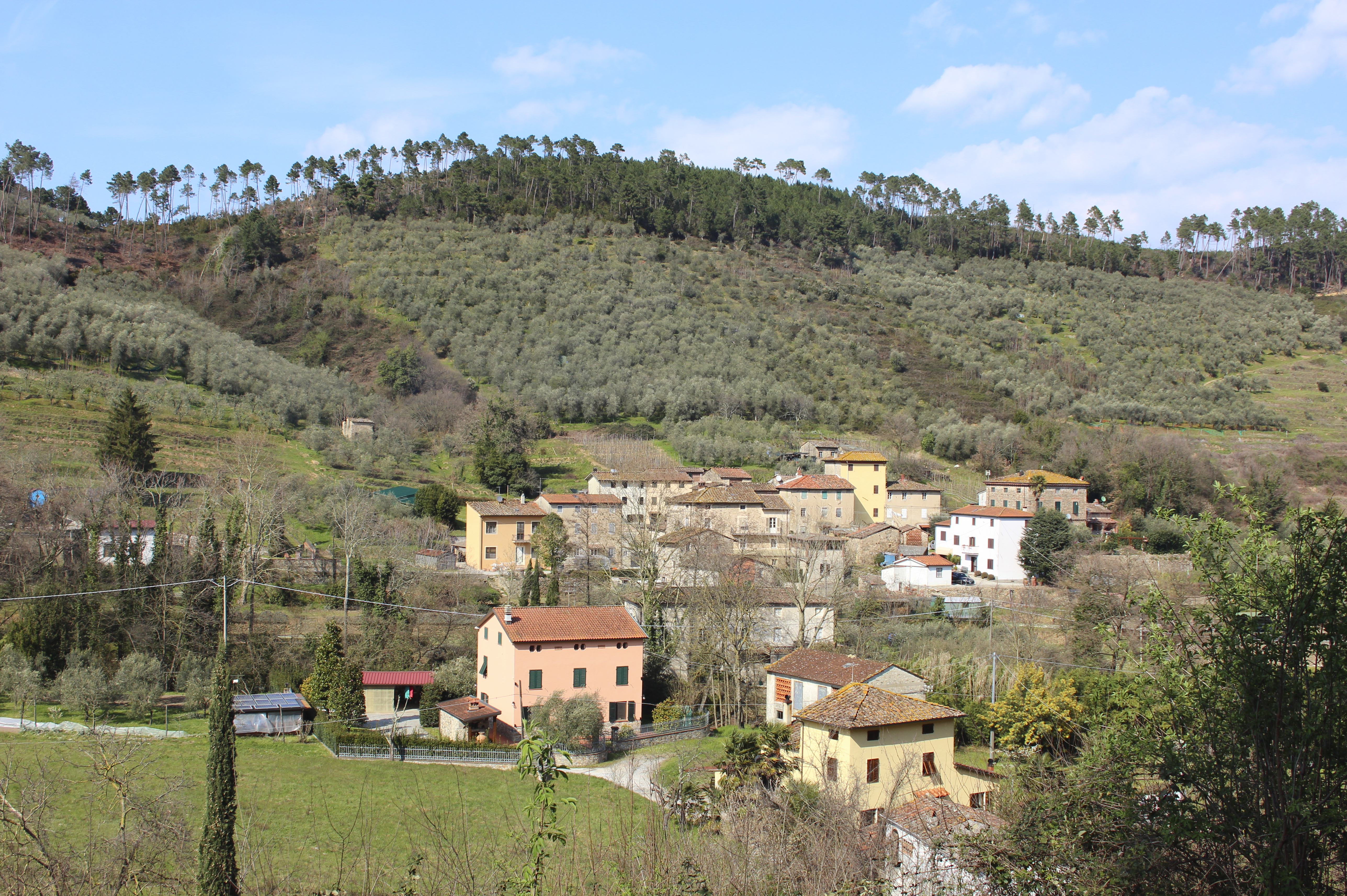
Pieve di Cómpito
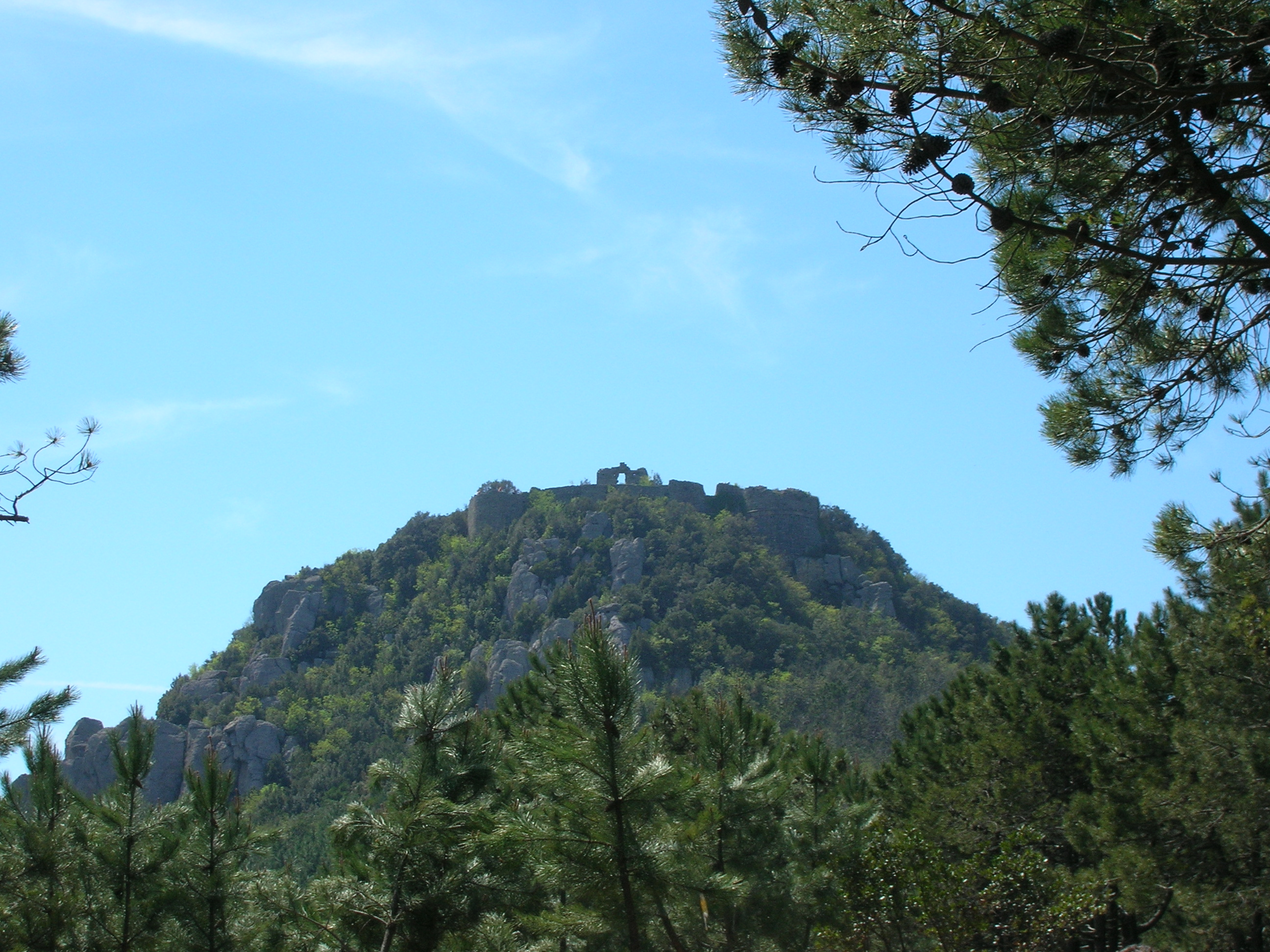
Rocca della Verruca
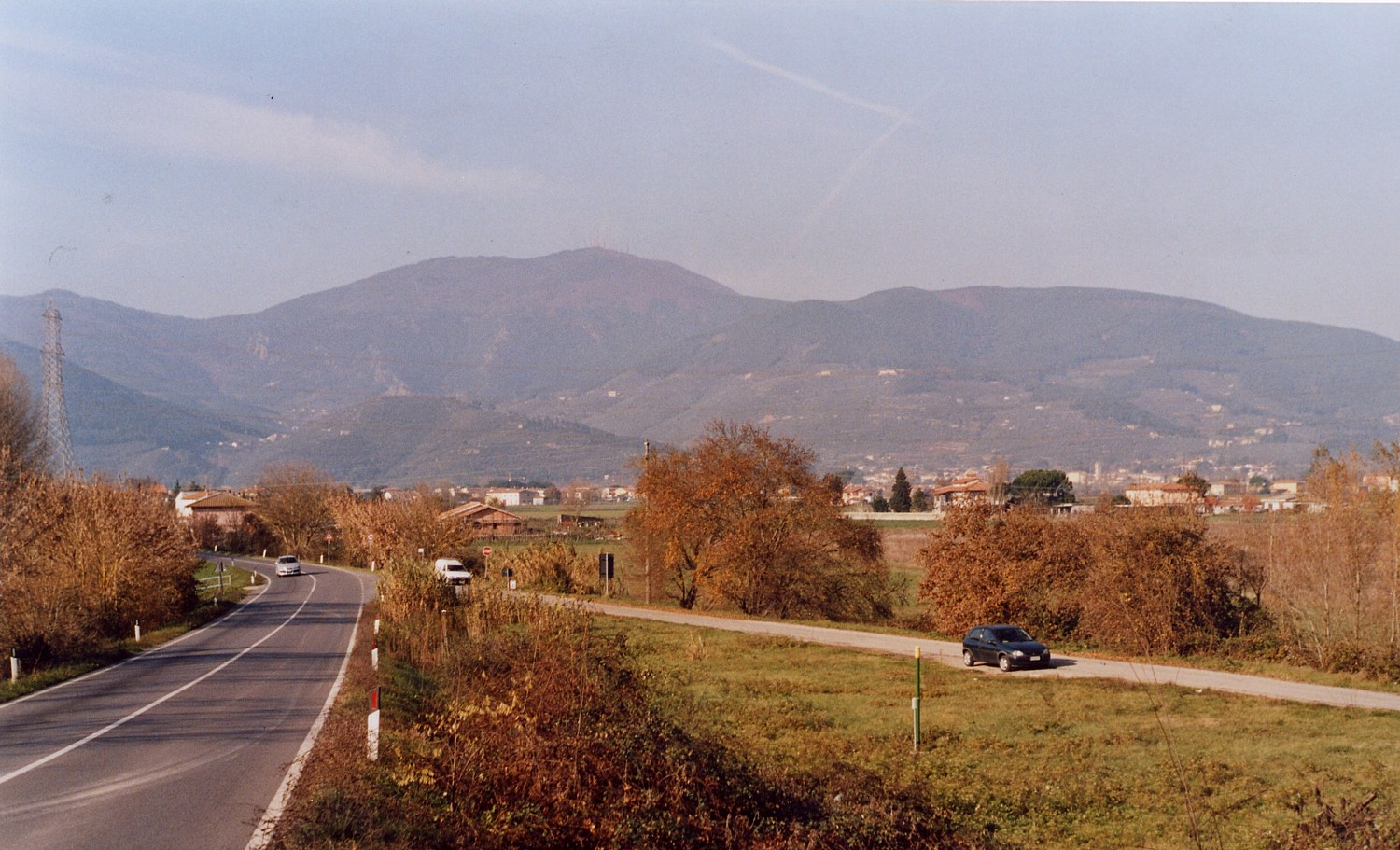
Monte Pisano da Bientina
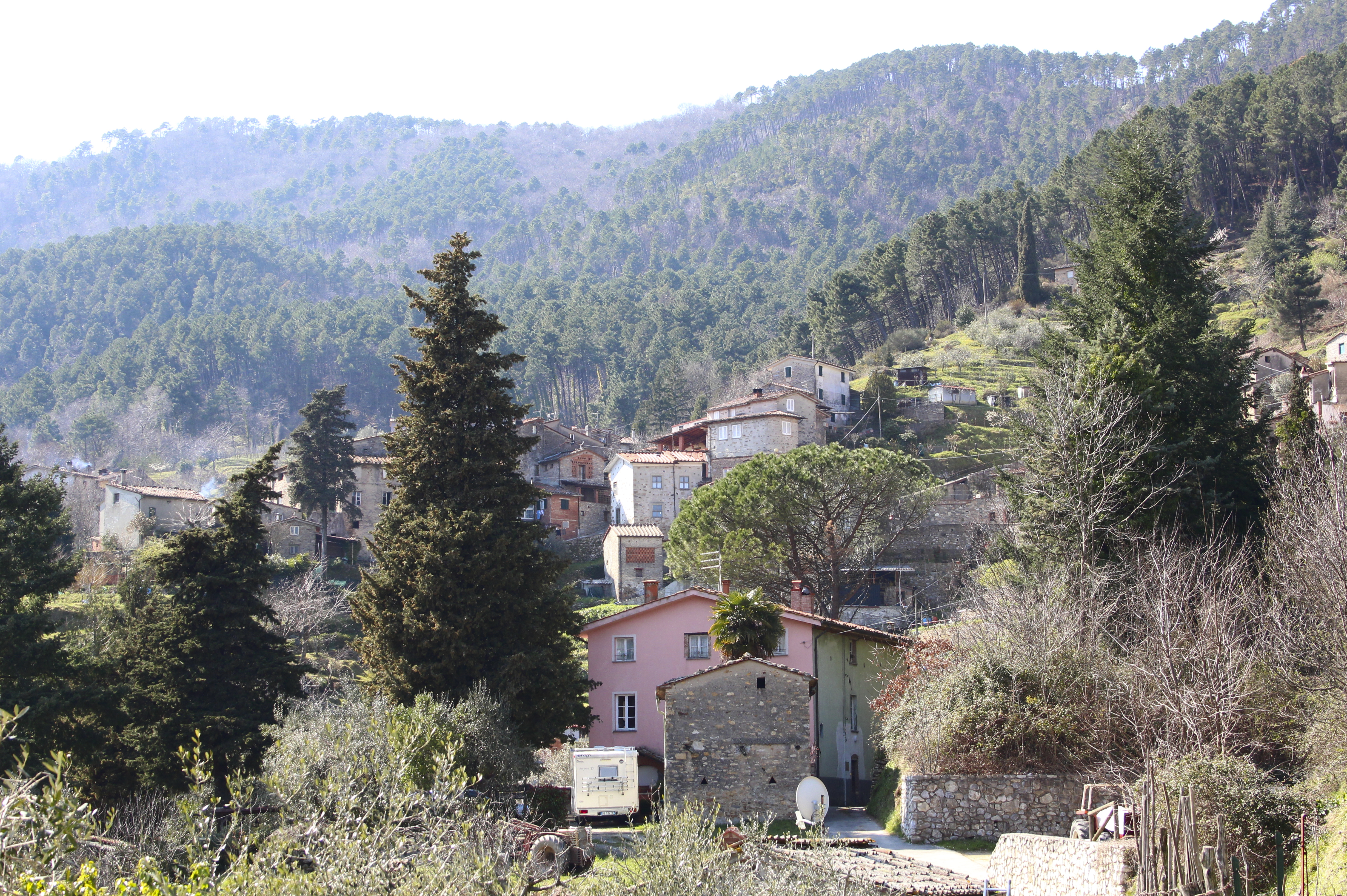
Il paese di Ruota
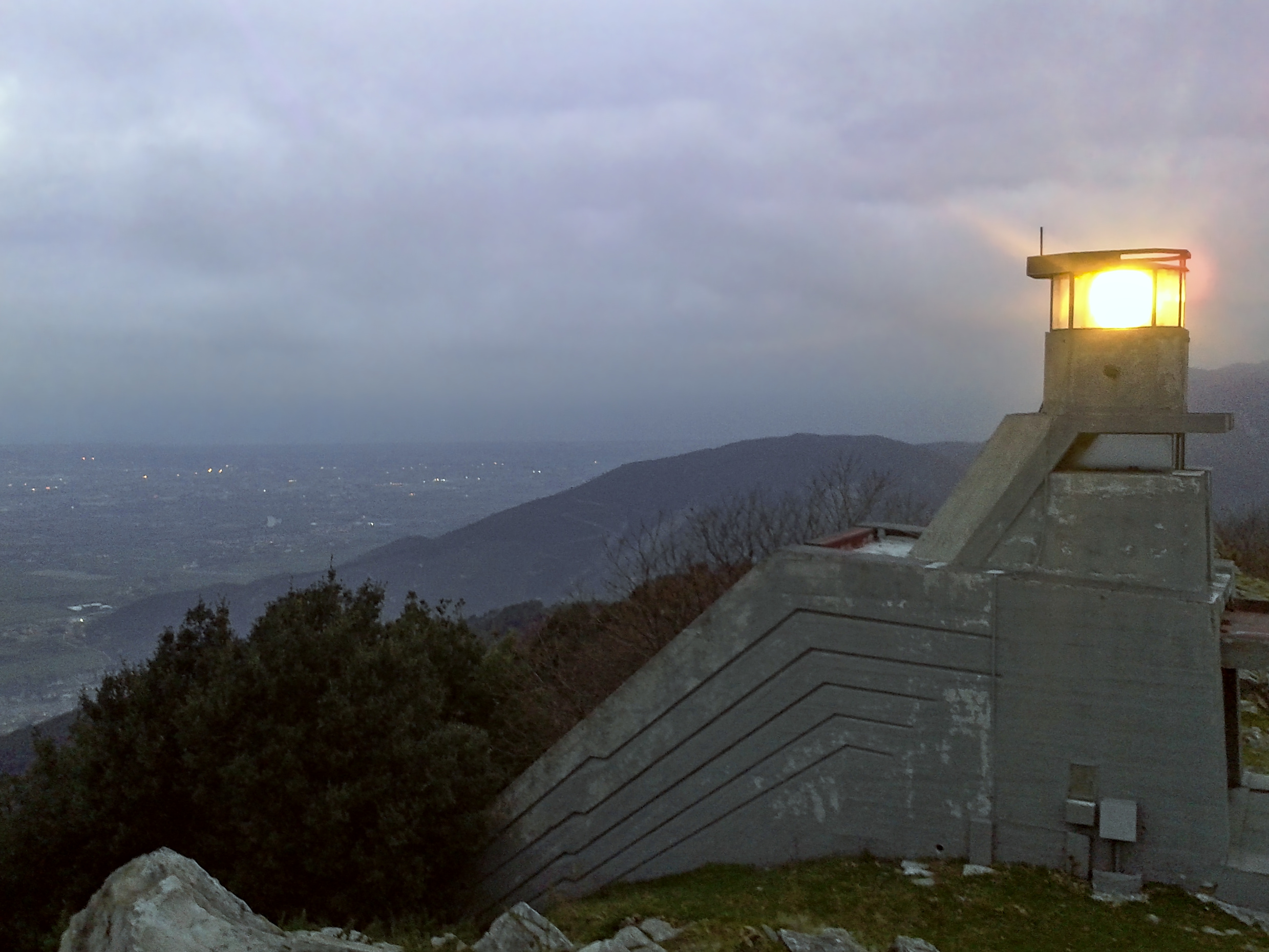
Faro del Monte Serra
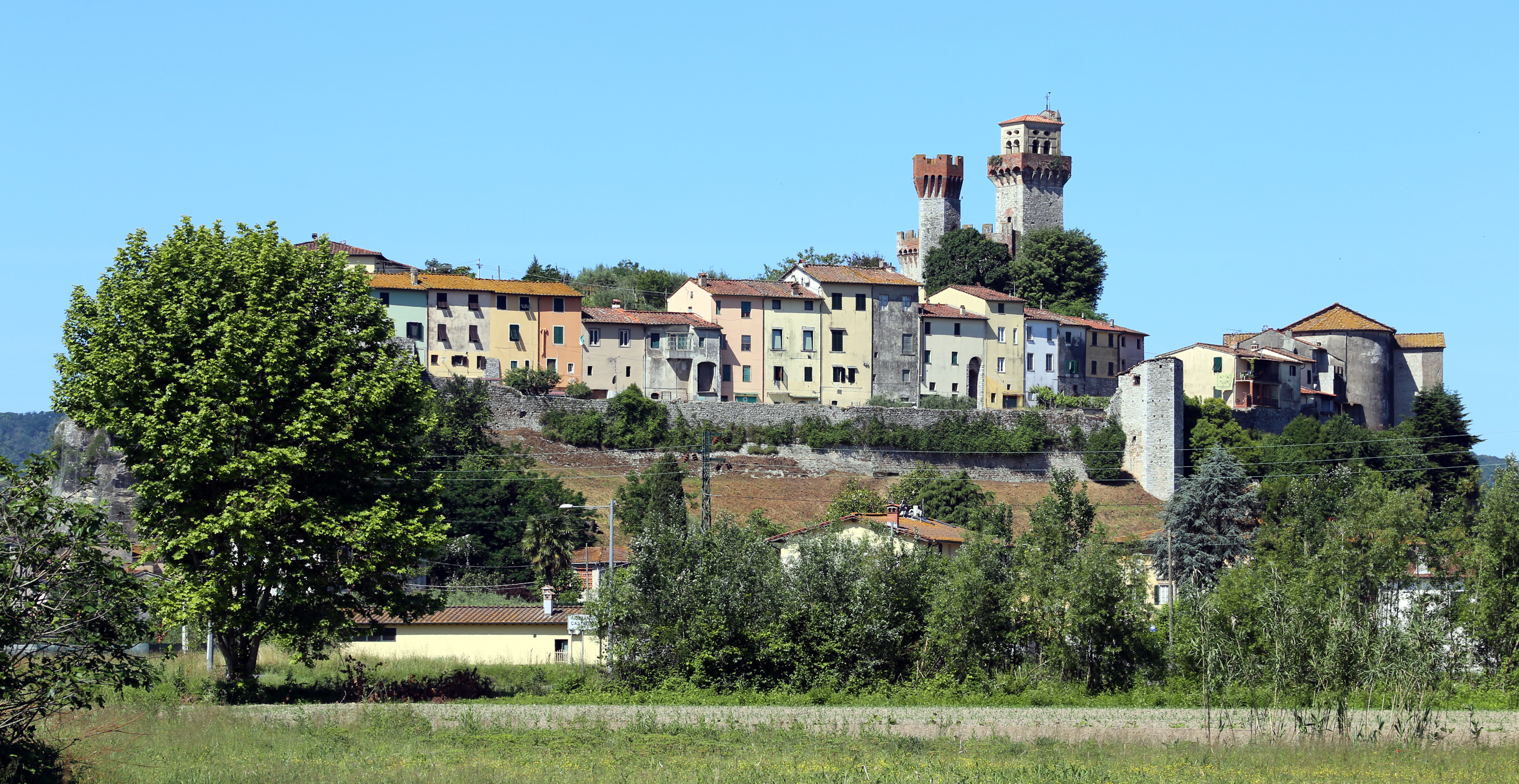
Nozzano Castello
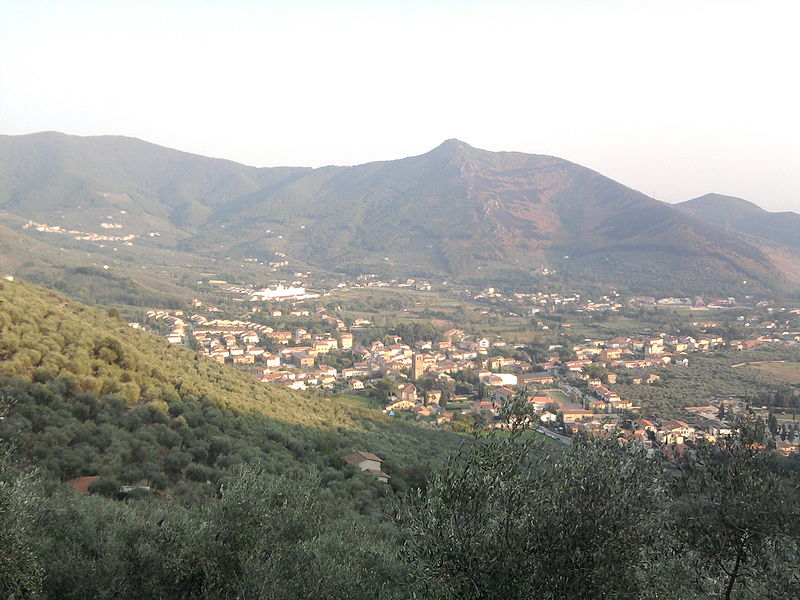
Calci nella Valle Graziosa.
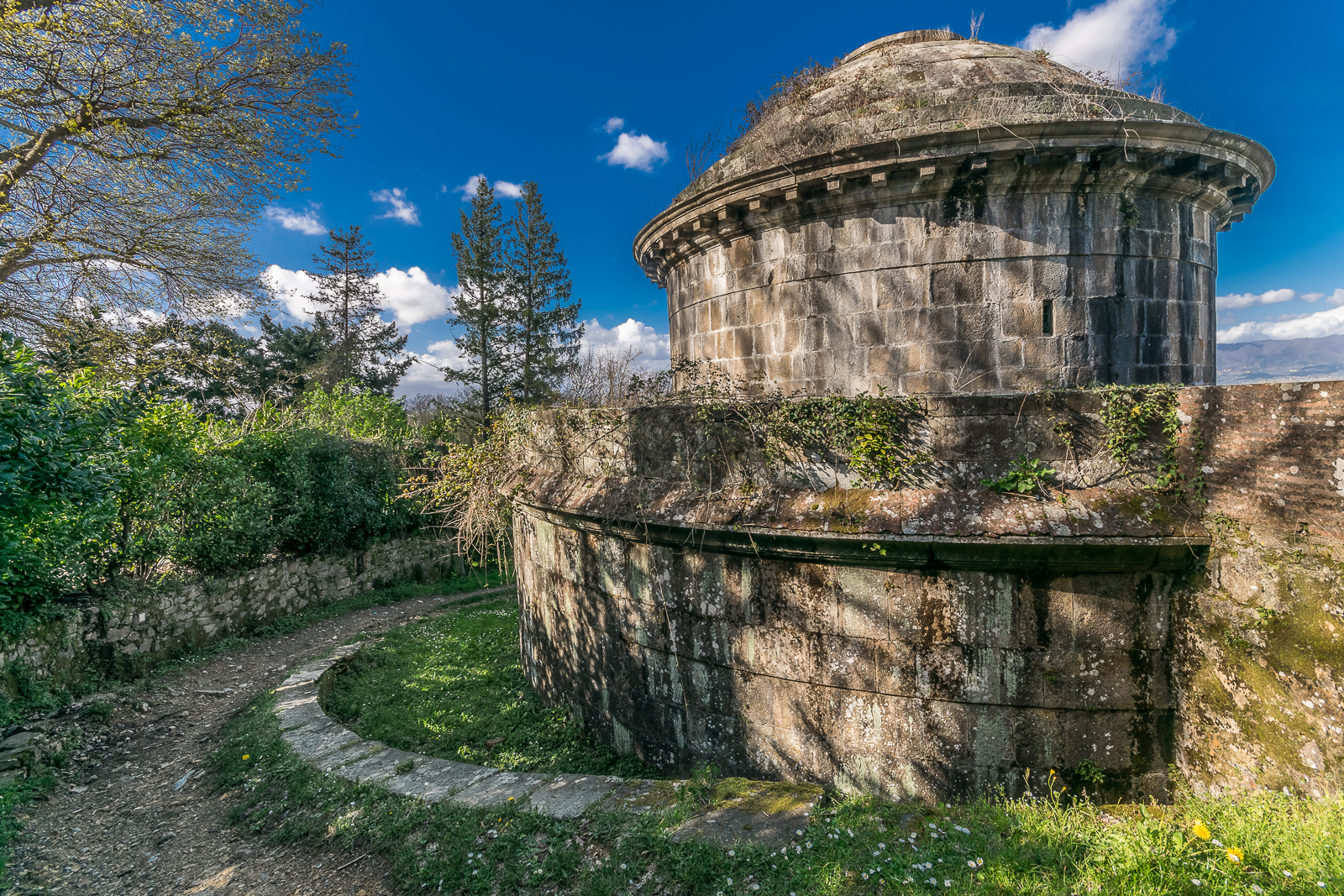
Il tempietto di Guamo
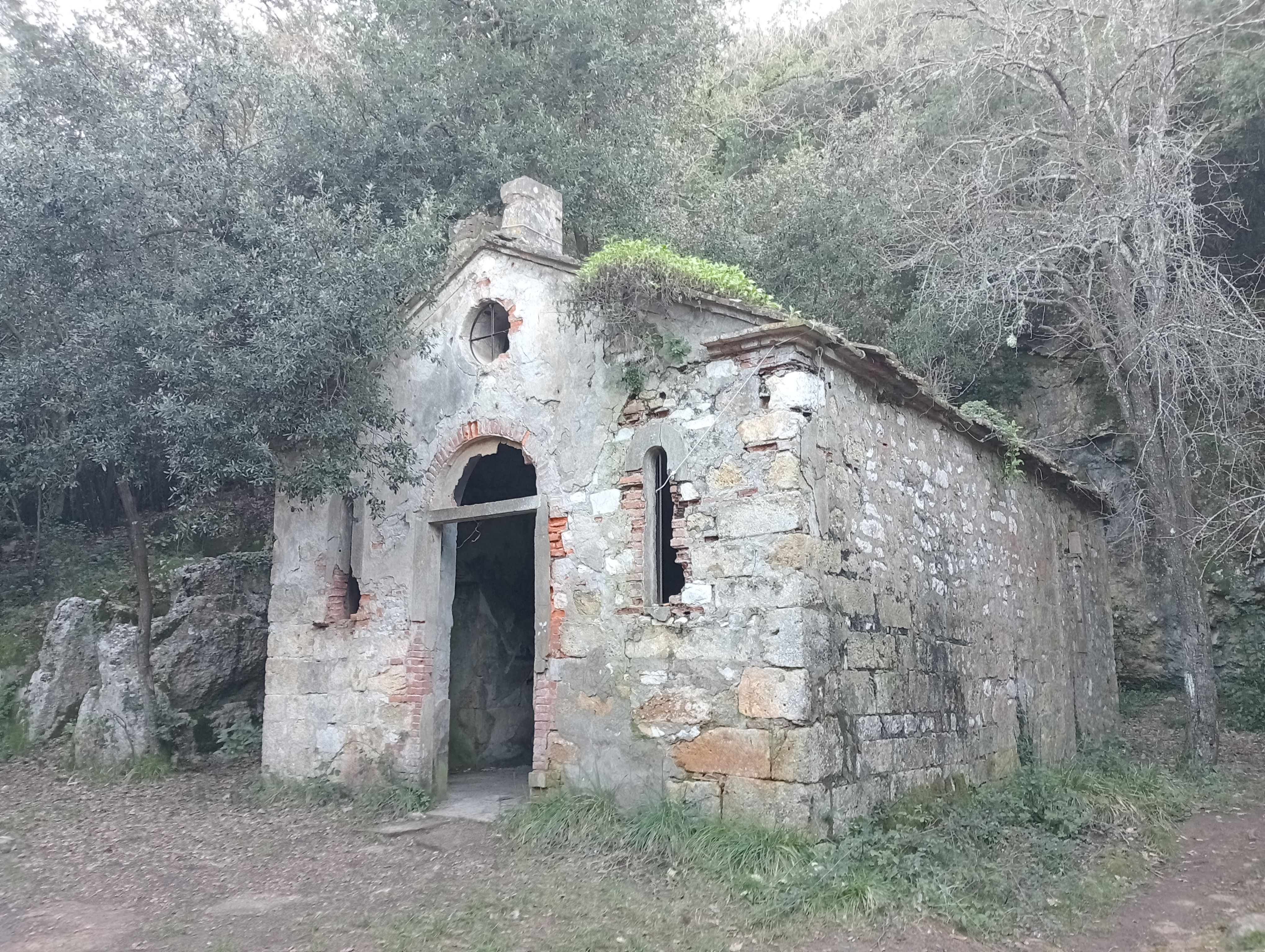
Eremo della Spelonca